# Œnographilie

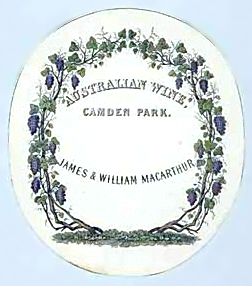
Étiquette de vin australien datant de 1800.

Ne doit pas être confondu avec Œnophilie.
L'œnographilie, ou œnosémiophilie, est la pratique qui consiste à collectionner des étiquettes de vin.
Cette collection peut être purement œnophile, le classement s'effectuant alors par région, appellation et domaine; ou bien thématique, les étiquettes étant alors classées selon qu'elles sont illustrées par des animaux, des bâtiments, des œuvres d'art, des costumes traditionnels, des véhicules, etc.

La collection des étiquettes de vin peut aller de la plus prestigieuse, celles du château Mouton Rothschild en passant par celle très vaste des vins de pays, les étiquettes anciennes ou celles de grands vins à travers le monde.
À travers le dépôt légal, la Bibliothèque de Genève a acquis une collection d'environ 30 000 étiquettes de vins genevois et suisses romands,.